# 샤나 콜린스
샤나 콜린스(Shanna Collins, 1983년 6월 10일 ~ )는 미국의 배우이다.
댈러스에서 태어났다.

## 출연 작품
- 브레이킹 더 걸 (2013, Breaking the Girls) - 브룩 역
- 지랄맞은 18세 (2012년) - 브리아나 역
- 인 마이 슬립 (2009년)
- 로디드 (2008년)
- 스윙타운 (2008년)
- 소녀괴담 : 17살 여고생의 악몽 (2008년)
- 온 더 돌 (2007년)
- 서브라임 (2007년)
- 더 록 - 죽음의 섬 (2006년) - 리사 역
- 우주 전쟁 (2005년)